# Marco Claudio Marcelo (cónsul 222 a. C.)
Marco Claudio Marcelo  (c. 270-208 a. C.) fue un político y militar romano de la República. Fue uno de los comandantes del ejército romano durante la segunda guerra púnica, cinco veces cónsul y el conquistador de la ciudad de Siracusa, en la isla de Sicilia.

## Vida

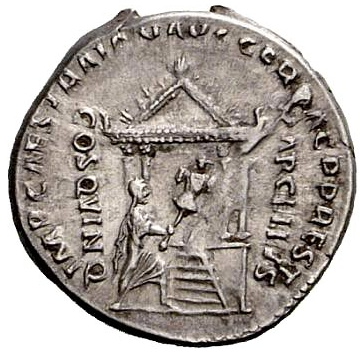
Denario de Marco Claudio Marcelo al Reverso

### Su juventud
Sabemos muy poco de sus primeros años, el año de su nacimiento es incierto, pero puede ser supuesto antes de 268 a. C., porque se señala que él estaba por encima de sesenta años de edad cuando obtuvo su quinto consulado.
Plutarco nos relata que fue entrenado en el servicio militar en su juventud, recibiendo una educación imperfecta en otros aspectos. En la guerra, por el contrario, se distinguió tempranamente, sobre todo por sus logros personales, siempre buscando combates individuales con los guerreros más atrevidos entre los enemigos, y de manera constante saliendo victorioso. En una ocasión, durante la primera guerra púnica, tuvo la oportunidad de salvar la vida de su hermano mediante una intervención personal.
Pero sea cual sea la reputación que podía tener como un soldado, no parece haber abierto en él el camino a los cargos públicos, hasta un período muy posterior. La primera magistratura que registramos es el de edil curul, al parecer en 226 a. C.
Fue durante el ejercicio de esta magistratura que se vio obligado a presentar una acusación contra C. Scantilius Capitolino, su colega edil, por haber insultado a su hijo Marco. Capitolino fue declarado culpable y condenado a pagar una fuerte multa, cuyo producto fue empleado por Marcelo en la compra de vasos sagrados para los templos.
Casi al mismo tiempo también, según Plutarco, obtuvo el cargo de augur.

### Vencedor de los galos
No fue hasta el año 222 a. C. que Marcelo obtuvo su primer consulado. La guerra con los galos, que unos años antes había despertado la alarma en Roma, estaba llegando a su fin: los Boios ya se habían sometido, y los insubrios: por el temor de las repetidas derrotas que habían sufrido en manos de los cónsules de los últimos años, Publio Furio Filo y Cayo Flaminio, ahora enviaron a delegados a pedir la paz.
Sus proposiciones fueron, sin embargo, rechazadas, principalmente a instancias de Marcelo y su colega Cneo Cornelio Escipión, quienes estaban deseosos de continuar la guerra.
Por consiguiente, los galos convocaron en su ayuda de 30 000 de sus hermanos, los Gaesatae, desde más allá de los Alpes, pero a pesar de este refuerzo, no impidieron que los dos cónsules invadieran la llanura del Po, y sitiaran Acerrae. 
Con el fin de crear una distracción, una división del ejército galo, formado por 10 000 hombres, cruzó el Po, y sitió a su vez a la ciudad de Clastidium.
Acontecido esto, Marcelo, con un gran cuerpo de caballería y una pequeña fuerza de infantería, se apresuró a oponerse a ellos, y una batalla se entabló, que terminó con la derrota total y la destrucción del destacamento galo. La acción fue iniciada por un combate de caballería, en el cual Marcelo mató con su propia mano a Britomartus o Viridomarus, el rey, o al menos el líder, de los galos.
Después de esta brillante hazaña, se reunió con su colega en Acerrae, que poco después cayó en sus manos, y fue seguido por la conquista de Mediolanum, la ciudad más importante de la Galia Cisalpina. Los insubrios se sometieron a discreción, y los dos cónsules tuvieron la gloria de haber puesto fin a la guerra de las Galias.
Gran parte del crédito de la campaña, según Polibio, parece haber pertenecido a Escipión, pero solo Marcelo fue honrado con un triunfo, que se hizo visible por el botín de Viridomaro, llevado como trofeo por el vencedor, y después dedicado por él como spolia opima en el templo de Júpiter Feretrio. Esta fue la tercera y última vez en la historia romana en la que se hizo tal ofrecimiento. Ese año Marcello dedicó el templo de Honos et Virtus en Roma, votado en 233 a. C. por Q. Fabio Máximo Verrucoso Cunctator.

### Enfrentando a Aníbal
A partir de este momento no oímos más de Marcelo, hasta que el progreso alarmante de Aníbal en Italia, y especialmente tras su victoria en el lago de Trasimeno, obligó a los romanos a buscar intensamente a los hombres en que podían confiar la conducción de la guerra, y Marcelo fue nombrado uno de los pretores para el año 216 a. C.
Al principio fue destinado a tomar el mando en Sicilia, pero mientras él estaba aún ocupado en Ostia con la preparación de una flota para este fin, fue llamado urgentemente a Roma, a consecuencia de la desastrosa derrota de los dos cónsules en Cannas.
Por órdenes del Senado tomó un cuerpo de 1500 hombres, lo que él había planteado para la expedición a Sicilia, para defender la misma Roma, mientras que se apresuró con una legión a Canusium, y después de recoger allí a los restos del destruido ejército consular, se dirigió a Campania, donde acamparon cerca de Suessula.
Mientras tanto, la importante ciudad de Capua había abierto sus puertas a Aníbal, y Nola habría seguido su ejemplo, de no haber Marcelo recibido la notificación oportuna de este peligro, de parte del partido aristocrático en aquella ciudad, que estaba favorablemente dispuesto hacia Roma. En consecuencia, se apresuró con las fuerzas bajo su mando hacia la ciudad, y ante la aproximación de Aníbal, hizo una repentina salida, con la cual rechazó a los cartagineses causándoles algunas pérdidas.
El éxito obtenido en esta llamada Primera Batalla de Nola (216 a. C.) (aunque, evidentemente, muy magnificada por los cronistas romanos), era importante por su efecto moral, ya que era el primer revés, por insignificante que fuera, que Aníbal había recibido a la fecha.
Marcelo aseguraba Nola, con la ejecución de setenta de los hombres principales del partido opositor, y volvió a retirarse a las colinas que dominan Suessula. Pero ni él ni Graco fueron capaces de evitar el destino de Casilino, que cayó en manos de Aníbal antes de la conclusión del invierno.

### Controvertido segundo consulado en 215a.C.
Marcelo fue poco después llamado a Roma a consultar con el dictador M. Junio Pera y su magister equitum, Tiberio Graco, la conducción futura de la guerra : a continuación, fue investido con el rango de procónsul y volvió a tomar el mando del ejército en la Campania.
Mientras tanto, llegaron a Roma las noticias que Postumio, que había sido elegido uno de los cónsules para el año 215 a. C., había sido muerto en la Galia Cisalpina, ante lo cual el pueblo eligió por unanimidad a Marcelo en su lugar.
Pero el Senado, que no estaba dispuesto a admitir dos cónsules plebeyos, al mismo tiempo, declaró que los augurios no eran favorables, y Marcelo, en obediencia a los augures, renunció al consulado, y reasumió una vez más el mando del ejército en Campania como procónsul.
Su principal hazaña que se encuentra registrada durante este año fue el alivio de Nola, que por segunda vez defendió con éxito contra Aníbal y aunque el general cartaginés había sido últimamente reforzado por Hannón con un poderoso ejército, Marcelo no solo le rechazó de las murallas, sino (si hemos de creer los datos transmitidos) le derrotó con una masacre considerable, y el éxito de este enfrentamiento fue seguido inmediatamente por la deserción al bando romano de una gran cantidad de caballería númida e hispana.

### Su tercer consulado
En la elección de los cónsules para el año siguiente (214 a. C.) Marcelo fue elegido por tercera vez, con Fabio Máximo como su colega. Tal par de cónsules (dice Tito Livio) no había sido visto por muchos años.
Sus operaciones durante la primera mitad de la campaña se desarrollaron en Campania: Marcelo regresó a su antiguo campamento cerca de Nola, y por tercera vez rechazó un intento de Aníbal (llamado Tercera Batalla de Nola) de apoderarse de la ciudad, tras lo cual el general cartaginés se marchó a Tarento, y los dos cónsules aprovecharon su ausencia para poner sitio a la ciudad de Casilino.
La guarnición de esta fortaleza de Campania, después de una obstinada defensa, capituló ante Fabio, pero Marcelo irrumpió entre ellos mientras se retiraban de la ciudad, y paso a todos a cuchillo, a excepción de unos cincuenta de ellos, que escaparon bajo la protección de Fabio. Después de esto, Marcelo volvió a Nola, donde recibió la orden del Senado para proceder a Sicilia, al parecer antes del término del verano de 214 a. C.

### El conquistador de Siracusa
A su llegada a esa isla encontró las cosas en un estado muy inestable. La muerte de Hierónimo, que en un primer momento parecía el hecho favorable a la causa romana, había llevado finalmente al resultado contrario, e Hipócrates y Epícides, dos cartagineses de nacimiento, habían obtenido la dirección de los asuntos principales de Siracusa.
Marcelo, sin embargo, en un primer momento decidió probar el efecto de la negociación: sus embajadores obtuvieron una audiencia favorable e incluso indujo a los siracusanos a dictar sentencia de destierro contra Hipócrates y Epícides. Estos dos dirigentes buscaron refugio en Leontino, a la cabeza de una fuerza considerable, pero fueron incapaces de defender la ciudad contra Marcelo, que la tomó por asalto, y aunque perdonó a sus habitantes, ejecutó a sangre fría a 2000 desertores romanos que se encontraban entre las tropas que formaban la guarnición. Este acto sanguinario alienó la mente de los sicilianos, y alarmó a las tropas mercenarias al servicio de Siracusa.
Estos últimos inmediatamente se unieron a Hipócrates y Epícides, que habían huido a Erbesos; las puertas de Siracusa se abrieron ante ellos por sus partidarios dentro de los muros, y la facción enemiga de Roma así tomó el poder en esa ciudad.
Marcelo, cuya severidad había dado lugar a esta revolución, se presentó ante Siracusa a la cabeza de su ejército, y después de una infructuosa exhortación a los habitantes, procedió a poner sitio a la ciudad por mar y tierra. Sus ataques fueron vigorosos y constantes y se dirigieron especialmente en contra de la cuarta parte de Achradina desde el lado del mar, pero a pesar de que trajo muchas poderosas máquinas de guerra para derribar las paredes, eran totalmente inútiles frente a la habilidad superior y a la ciencia de Arquímedes, quien dirigió las de los sitiados.
Los asaltantes estaban tan preocupados, y a los soldados romanos les inspiraba tal temor Arquímedes y sus máquinas, que Marcelo se vio obligado a renunciar a toda esperanza de tomar a la ciudad a viva fuerza, y convirtió el sitio en un bloqueo.
A continuación de esto, con una parte de su ejército, llevó las operaciones a otras partes de la isla, dejando a App. Claudio para vigilar el sitio de Siracusa. De esta manera tomó Heloros y Erbesos, y destruyó por completo Megara, y aunque fracasó en prevenir que el general cartaginés Himilcón se hiciera dueño de Agrigento, derrotó a Hipócrates cerca de Acras.
Debido al avance de Himilcón, Marcelo se vio obligado a retirarse a su campamento de Siracusa, pero aquí el general cartaginés fue incapaz de molestarlo, y la guerra se redujo a una serie de operaciones inconexas e irregulares en diferentes partes de la isla.
Estos hechos no eran en nada favorables a los romanos: Murgantia, una importante ciudad, donde habían establecido grandes reservas, se entregó a los cartagineses, y en la fortaleza de Enna se previno de seguir su ejemplo mediante la bárbara masacre de sus habitantes, ordenada por el gobernador romano, L. Pinario, un acto de crueldad que tuvo el efecto de aterrar a todos los otros sicilianos. Mientras tanto, el bloqueo de Siracusa se había prolongado hasta el verano de 212 a. C., y no parecía haber ninguna perspectiva de su terminación.
En este estado de cosas, afortunadamente, Marcelo descubrió una parte de las murallas más accesible que las demás, y teniendo preparadas las escaleras de asalto, efectuó una entrada en este punto durante la noche que siguió a una gran fiesta, y así se hizo dueño de Epípolas. Los dos barrios llamados Tyche y Neapolis estaban ahora a su merced, los cuales saqueó, pero todavía Epícides conservaba la ciudadela de la isla y el importante barrio de Achradina, que formaban dos fortalezas independientes.
Marcelo, sin embargo, se hizo dueño del fuerte de Euríalo, y acosó estrechamente Acradina, cuando el ejército cartaginés de Himilcón e Hipócrates avanzaron para ayudar a la ciudad. Sus esfuerzos, sin embargo, fueron en vano; todos sus ataques contra el campamento de Marcelo fueron rechazados y no fueron capaces de efectuar la unión con la guarnición de Epícides en Siracusa.
La insalubridad del lugar pronto dio paso a una peste, que causó espantosos estragos en ambos ejércitos, pero especialmente en el de los cartagineses, donde se llevó a dos de sus generales, y condujo a la desintegración de todo el ejército. Así, liberado de todas las perturbaciones desde el exterior, Marcelo renovó sus ataques a los barrios de la ciudad que aún resistían, pero, aunque los oficiales delegados, tras la marcha de Epícides hicieron varios intentos de negociación, nada sucedió.
Por fin, la traición de Mericus, líder de los mercenarios iberos en el servicio de Siracusa, abrió las puertas de Acradina a Marcelo, y en el ataque general que siguió se hizo dueño de la isla de Ortigia también. La ciudad fue entregada al pillaje, y aunque la vida de los habitantes libres fue respetada, muchos de ellos se vieron obligados a venderse como esclavos, a fin de obtener los medios de existencia. La víctima más famosa de este acontecimiento fue el mismo Arquímedes, que resultó muerto por un soldado.
Sin embargo, la clemencia y generosidad de Marcelo han sido alabadas por casi todos los escritores de la antigüedad. El botín encontrado en la ciudad capturada fue inmenso: además del dinero del tesoro real, que fue apartado para las arcas del estado, Marcelo se llevó muchas de las obras de arte con las que la ciudad estaba adornada, para gloria de su propia triunfo y de los templos de Roma. Este fue el primer ejemplo de una práctica que posteriormente llegó a ser bastante general, y causó una gran ofensa no solo a los griegos de Sicilia sino a una gran parte de la opinión en la misma Roma, que hacían comparaciones desfavorables entre la actuación de Marcelo en este caso y la de Fabio en Tarento. Livio cuenta que la caída de Siracusa fue coincidente en el tiempo con el cierre del muro de cerco que los cónsules Quinto Fulvio Flaco y Apio Claudio Pulcro establecieron sobre Capua en el tramo final de su consulado, lo que permite situar este acontecimiento en los últimos días de 212 a. C. o principios de 211 a. C.
Pese a que Siracusa había caído, la guerra en Sicilia aún no estaba terminada. Una considerable fuerza cartaginesa seguía ocupando Agrigento bajo las órdenes de Epícides, Hannón, y Mutines, con un cuerpo de caballería númida, llevaba a cabo incursiones hacia el interior. Marcelo ahora volvió sus armas contra los restantes enemigos, atacó a Epícides y a Hannón en ausencia de Mutines, y los derrotó completamente, tras lo cual regresó a Siracusa.
La primera parte del año siguiente (211 a. C.) parece haberla dedicado a la solución de los asuntos en Sicilia, pero es extraño que Marcelo no parece haber hecho ningún esfuerzo para poner término a la guerra en esa isla antes de regresar a Roma, y cuando hacia el final del verano renunció al mando de la provincia dejándola en manos del pretor M. Cornelius Dolabella, Mutines todavía estaba en armas y Agrigento aún estaba en posesión de los cartagineses.
Debido a lo anterior, el Senado le negó los honores de un triunfo, a pesar de sus grandes éxitos, y se vio obligado a contentarse con la distinción inferior de una ovación. Previo a esto, sin embargo, celebró con gran magnificencia una procesión triunfal en el templo de Júpiter en el Monte Albán, e incluso su ovación se hizo más brillante que la mayoría de triunfos por la cantidad y la magnificencia del botín traído de Siracusa.
Apiano sitúa a Marcelo junto a Cayo Claudio Nerón en la breve campaña que este último realizó en Hispania a mediados de 211 a. C. En las siguientes elecciones consulares en las cuales resulta finalmente elegido cónsul (210 a. C.), Marcelo es nombrado en ausencia, por lo que pese a contar Tito Livio que había acudido a Roma durante el verano desde Sicilia, parece que hubiese salido de la urbe hacia algún destino.

### Su cuarto consulado; lucha en Apulia
Poco después de su triunfo fue elegido para cónsul por cuarta vez, junto con M. Valerio Laevinus. Pero apenas hubo asumido su magistratura (210 a. C.) cuando tuvo que enfrentar una tormenta de indignación, levantada contra él por sus actuaciones en Sicilia.
No obstante las alabanzas efectuadas hacia él por los historiadores romanos, y más aún por Plutarco, como ejemplo de moderación y clemencia, es evidente que su conducta era considerada por muchos, incluso entre sus propios compatriotas, innecesariamente dura.
Los sentimientos que inspiraba él al conjunto de los griegos sicilianos se desprenden de la expresión recogida por Tito Livio, "que sería mejor para la isla que se hundiera en el mar, o que fuera abrumada por las llamas de Etna, a ser sometida nuevamente a la merced de Marcelo".
De esta forma, delegados de las ciudades sicilianas se presentaron en Roma, para presentar sus quejas ante el Senado, donde encontraron fuerte apoyo ya que el órgano de gobierno no estaba dispuesto a insultar a Marcelo y determinó ratificar sus actos pasados, pero ante los ruegos de los sicilianos, los dos cónsules intercambiaron provincias, y se acordó que Marcelo, a cuya suerte Sicilia había caído anteriormente, debía tomar el comando en Italia contra Aníbal.
A partir de este momento los sicilianos parecen haber cambiado su opinión sobre él, ya que se esforzaron para conciliar su favor con todo tipo de honores y de adulaciones: los siracusanos pusieron su ciudad bajo el patrocinio de él y de sus descendientes, erigiéndole estatuas e instituyendo un festival anual, llamado Marcellea, que continuó celebrándose, hasta el tiempo de Verres.
Marcelo se hizo cargo del ejército que operó en Etruria en 211 a. C. y se dirigió con él a Apulia, donde poco después pudo asestar un golpe importante, con la conquista de Salapia, que fue entregada en sus manos mediante traición por Blasius, uno de los principales ciudadanos del lugar, y este éxito fue seguido por la captura de dos ciudades en el Samnio, que había sido ocupado por guarniciones cartaginesas (Meles y Meronea).
Mientras tanto, Aníbal había sorprendido y destruido el ejército de Cneo Fulvio Flaco en Herdonea; con lo cual Marcelo se apresuró en oponérsele. Los dos ejércitos se encontraron cerca de Numistro en Lucania, y se produjo una batalla, al parecer sin ningún resultado decisivo, aunque los romanos reclamaron la victoria. Frontino da sin embargo como ganador a Aníbal.
El resto de la campaña lo ocupó con movimientos sin importancia, Marcelo continuó siguiendo los pasos de Aníbal, pero con cuidado de evitar un compromiso. Tan importante consideraba no perder de vista por un momento al general cartaginés, que se negó a acudir a Roma con el fin de celebrar los comicios, y, en consecuencia, por orden del senado, nombraron a Q. Fulvio dictador para tal fin.

### Procónsul en la batalla de Canusium
Durante el año siguiente (209 a. C.) conservó el mando de su ejército con el rango de procónsul, con el fin de que pudiera cooperar con los dos cónsules del año, Fabio Máximo y Fulvio Flaco, en la guerra contra Aníbal.
Al inicio de la campaña fue el primero en enfrentarse al general cartaginés, a quien encontró cerca de Canusium, y en los alrededores de esa ciudad, según los historiadores romanos, se produjeron tres acciones sucesivas entre los dos ejércitos. De éstas, la primera fue un enfrentamiento entre las avanzadas romanas y el ejército de Aníbal que estaba iniciando los trabajos para montar su campamento, cuyo resultado no dio ventaja a ninguno de los contendientes; en la segunda, se produjo una batalla campal y los romanos fueron derrotados con fuertes pérdidas (2700 muertos), y en la tercera, Livio y Plutarco afirman que habría obtenido una victoria causando 8000 muertos a los púnicos frente a 3000 propios; no obstante lo cual, Aníbal consiguió abandonar la zona con su ejército sin ser seguido, en dirección al Bruttium, mientras que Marcelo, a causa del número de sus heridos, y tras cerciorarse que Aníbal iba rumbo al Bruttium se movió a Venusia donde permaneció inactivo el resto de la campaña recuperando a sus hombres.
Este hecho indica la gravedad de sus pérdidas, mientras que Aníbal llega hasta Caulonia en el extremo suroccidental de la península italiana enfrentando con éxito a un contingente romano que asedia la ciudad y de allí a Tarento donde no logra evitar la caída de la plaza en manos de Fabio Máximo, ni consumar una trampa sobre este cónsul en la cercana Metaponto. La conducta de Marcelo es aprovechada por sus rivales políticos y ante la insatisfacción existente en Roma, uno de los tribunos propuso incluso que fuera privado de su comando. Al enterarse de estos hechos, inmediatamente se apresuró a ir a Roma, y se defendió con tanto éxito, que no solo fue absuelto de toda culpa, sino que fue elegido cónsul para el año siguiente, junto con quien fue su subordinado en el cerco de Siracusa, Tito Quincio Crispino.

### Quinto consulado y muerte
Antes de entrar en su quinto consulado y en respuesta a un informe cursado por Cayo Calpurnio Pisón, fue enviado a Etruria para apaciguar una revuelta de los arretinos, logrando calmar su descontento durante un tiempo. Después de su regreso a Roma y mientras se preparaba para reanudar las operaciones (208 a. C.), fue detenido durante algún tiempo en la ciudad por presagios desfavorables y las ceremonias religiosas que se consideraban necesarias, a fin de evitar estos males.
Finalmente, tomó el mando de su ejército en Venusia, y uniéndosele su colega Crispino, acamparon con sus fuerzas combinadas entre Venusia y Bantia. El campamento de Aníbal estaba a corta distancia de ellos. Entre los dos ejércitos había una colina boscosa, hacia la cual los dos cónsules imprudentemente salieron para practicar un reconocimiento, acompañados solo por un pequeño cuerpo de caballería de unos 300 jinetes. Una vez en la misma, cayeron en una emboscada de la caballería númida del ejército de Aníbal. Tras una breve lucha, los romanos, al ser muy inferiores en número, se dispersaron rápidamente; Marcelo fue atravesado con una lanza, que le mató en el acto, mientras su colega Crispino fue llevado fuera del campo, gravemente herido.
Aníbal mostró gran respeto por la suerte de su enemigo caído, e hizo todos los honores debidos ante sus restos sin vida. Sexto Aurelio Víctor cuenta que sus huesos fueron remitidos a Roma, pero en el camino fueron interceptados por saqueadores, perdiéndose definitivamente.
Su actuación fue elogiada por Tito Livio y Plutarco, quien cuenta que Posidonio aludiera a él con el pseudónimo de la "espada de Roma", pero es analizado muy críticamente por Polibio.